# Джелашхой
Джелашхой, Желашка (чечен. Желашка) — покинутый аул в Галанчожском районе Чеченской Республики. Входит Терлоевское сельское поселение.

## География
Расположен на правом берегу реки Бара, к юго-востоку от районного центра Галанчож.
Ближайшие развалины бывших сёл: на севере — аул Горой, на северо-западе — хутор Ошни, село Моцкарой и аул Кенахой, на северо-востоке — аул Целтакумой, на юго-востоке — аул Сенахой.

## История
Аул состоял из двух жилых башен и нескольких саклей.
В двух километрах к северо-востоку от Джелашхой на вершине Терлой-лам находятся остатки святилища Терлой дели (бог терлойцев). Весной и осенью, два раза в год, у святилища собирались терлойцы и баулойцы для совершения религиозных обрядов.
В 1906 году в ауле проживало 95 человек в 19 дворах.
Аул Джелашхой ликвидирован в 1944 году во время депортации чеченцев. После восстановления Чечено-Ингушской АССР в 1956 году чеченцам было запрещено селиться в данном районе.